# Obchodní centrum Letmo
Obchodní centrum LETMO je komerční budova stojící v historickém centru Brna, naproti hlavnímu nádraží. Objekt vznikl v letech 2011–2013 přestavbou kancelářské budovy zničené požárem v roce 2002.

## Historie

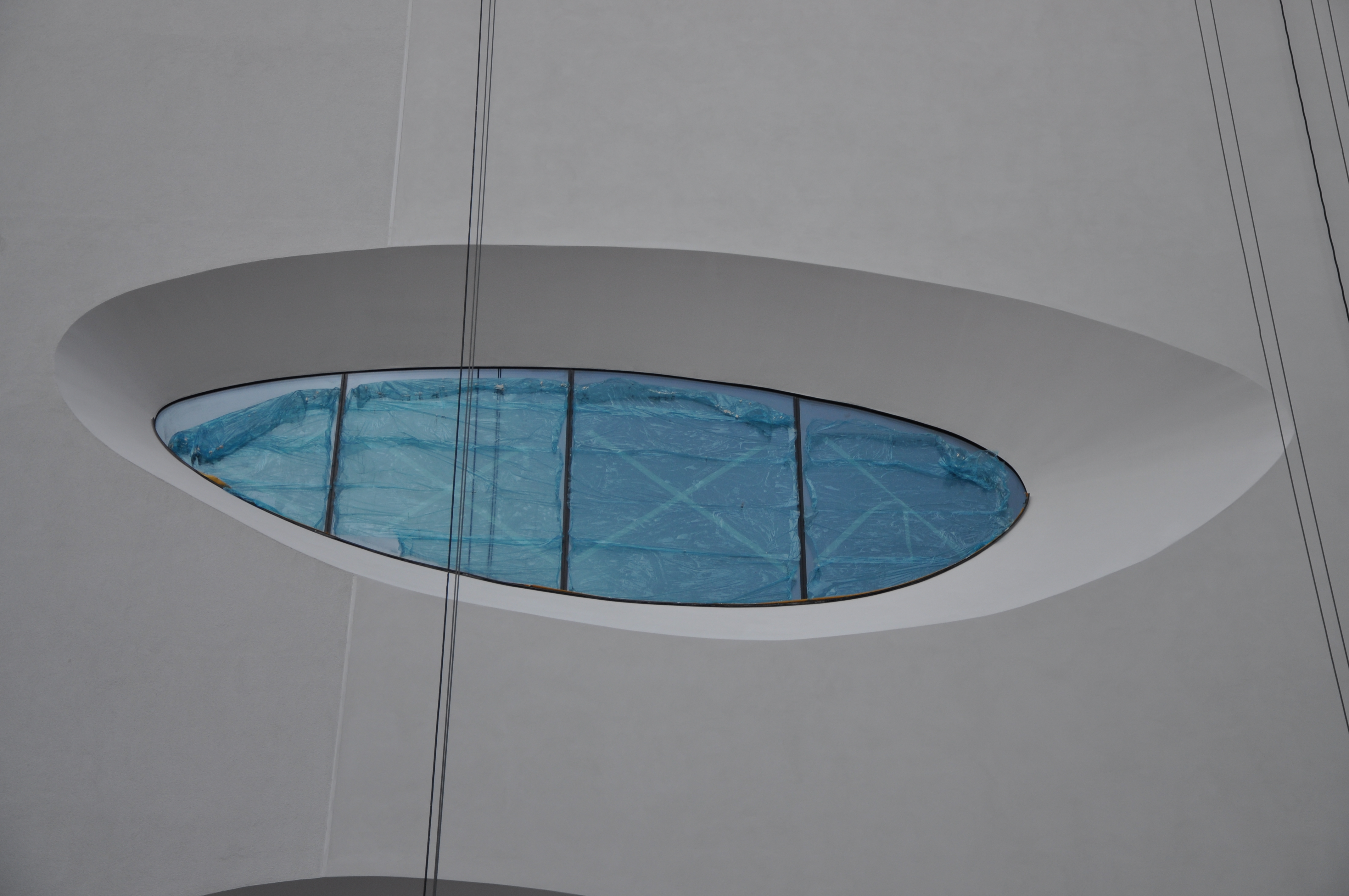
Detail fasády centra

Původní dům, stojící vedle funkcionalistické budovy Riunione Adriatica di Sicurtà, byl zničen při bombardování na konci druhé světové války 20. listopadu 1944. V dalším období zde zůstala proluka, která byla na konci 70. letech 20. století vyplněna dvoupodlažním objektem s pěším průchodem mezi Nádražní a Josefskou ulicí s napojením na podchod k nádraží.
Na této stavbě byla později realizována administrativní budova, zamýšlená jako sídlo poboček společností Chepos a Vítkovice, která byla dokončena roku 1991. Celý objekt však byl záhy privatizován a vzniklo zde kasino, jež 8. ledna 2002 vyhořelo. Požár vznikl pravděpodobně kvůli nevyhovujícím rozvodům osvětlení ve stropních podhledech. Při zásahu zemřeli kvůli uzavřeným únikovým východům dva hasiči David Kožuský a Jaroslav Gargula a krupiér.
Kvůli nevyjasněným majetkovým poměrům (město si nárokovalo původní stavbu s frekventovaným průchodem) budova chátrala a její poškozená ohořelá fasáda byla pouze zakryta reklamními plochami. Zároveň byl opuštěný dům častým cílem bezdomovců a narkomanů. V roce 2011 se město mimosoudně dohodlo s majitelem budovy, firmou Porta Brno Plus, které celá stavba za vyplacení 11 milionů korun připadla. Ta ji za několik měsíců odprodala společnosti PZ projekt, která ještě na konci roku 2011 začala s přestavbou celého objektu na obchodní centrum podle projektu architektů Tomáše Dvořáka, Martina Klimeckého a Davida Fišera.
Ze stávající stavby zůstal pouze ocelový skelet, nově bylo vytvořeno atrium prostupující celou výškou budovy. Zachován byl průchod pro veřejnost mezi Nádražní a Josefskou ulicí, což bylo podmínkou města, byť v odlišné podobě. Objekt dostal neobvyklou bílou fasádu s nepravidelnými okny ve tvaru organických skvrn. Celá přestavba na desetipodlažní nákupní středisko stála přibližně 330 milionů korun a byla dokončena na jaře 2013, kdy byl ve vchodu z Nádražní ulice odhalen pomník zahynulým hasičům od studenta Vysokého učení technického Adama Krhánka. Obchodní centrum Letmo bylo otevřeno 2. května 2013.
Průchod mezi ulicemi a provozování eskalátorů v něm byly předmětem sporů i po otevření centra, resp. po určité době provozování průchodu a celé budovy správcovskou firmou.

## Popis
Budova má dvě podzemní a osm nadzemních podlaží. Centrum nabízí množství obchodů (oděvy, potraviny, drogerie, lékárna atd.), služeb (kavárny, restaurace, rychlé občerstvení, solárium) či zábavy (kino, sauna, fitness).
Dne 15. května 2023 byla ve čtvrtém a pátém patře otevřena poštovní pobočka Brno 2, která sem byla přesunuta z budovy nádražní pošty.